# Poczta paczkowa we Wrocławiu
Poczta paczkowa – budynek we Wrocławiu znajdujący się na skrzyżowaniu ulic Purkyniego i Janickiego.

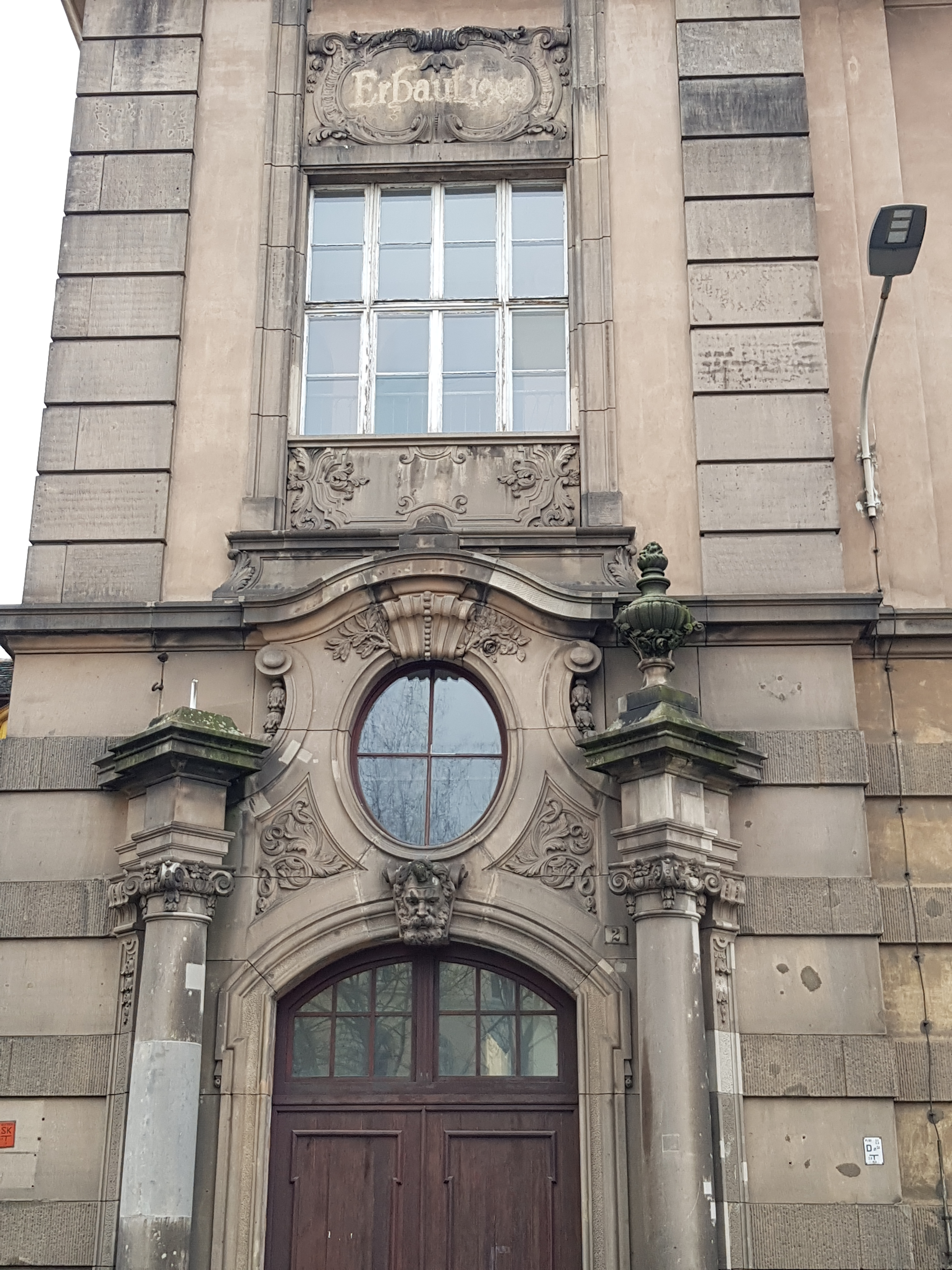
Fragment zniszczonego budynku dawnej Poczty paczkowej

Budynek został zaprojektowany w biurze budownictwa Poczty Rzeszy. Został wzniesiony w miejscu klasztorów dominikanów i dominikanek w 1901. W wyniku przebudowy przeprowadzonej w 1925 dobudowano jedną kondygnację. W 1945 uległ częściowemu zniszczeniu, głównie część telegrafu. Gmach miał spełniać przede wszystkim rolę siedziby telegrafu, głównej poczty paczkowej oraz urzędu celnego. Był siedzibą Telekomunikacji Polskiej S.A.